# 前603年
| 千纪： | 前1千纪 |
| 世纪： | 前8世纪 \| 前7世纪 \| 前6世纪 |
| 年代： | 前630年代 \| 前620年代 \| 前610年代 \| 前600年代 \| 前590年代 \| 前580年代 \| 前570年代                                                                                   |
| 年份： | 前608年 \| 前607年 \| 前606年 \| 前605年 \| 前604年 \| 前603年 \| 前602年 \| 前601年 \| 前600年 \| 前599年 \| 前598年                                                     |
| 纪年： | 周定王四年 魯宣公六年 齊惠公六年 晉成公四年 秦桓公元年 宋文公八年 楚庄王十一年 衛成公三十二年 陈灵公十一年 蔡文侯九年 曹文公十五年 郑襄公二年 燕桓公十五年 杞桓公三十四年 |

## 大事記
- 春季，晉國趙盾、衛國孫免率兵攻打陳國，因為當時陳國依附楚國。
- 夏季，周定王派子服到齊國求婚。
- 秋季，赤狄入侵晉國的懷和邢丘，晉景公想要討伐赤狄，中行桓子認為時機不成熟。
- 冬季，周定王派召桓公迎回王后周定后。